# المسيحية في القرن السادس عشر

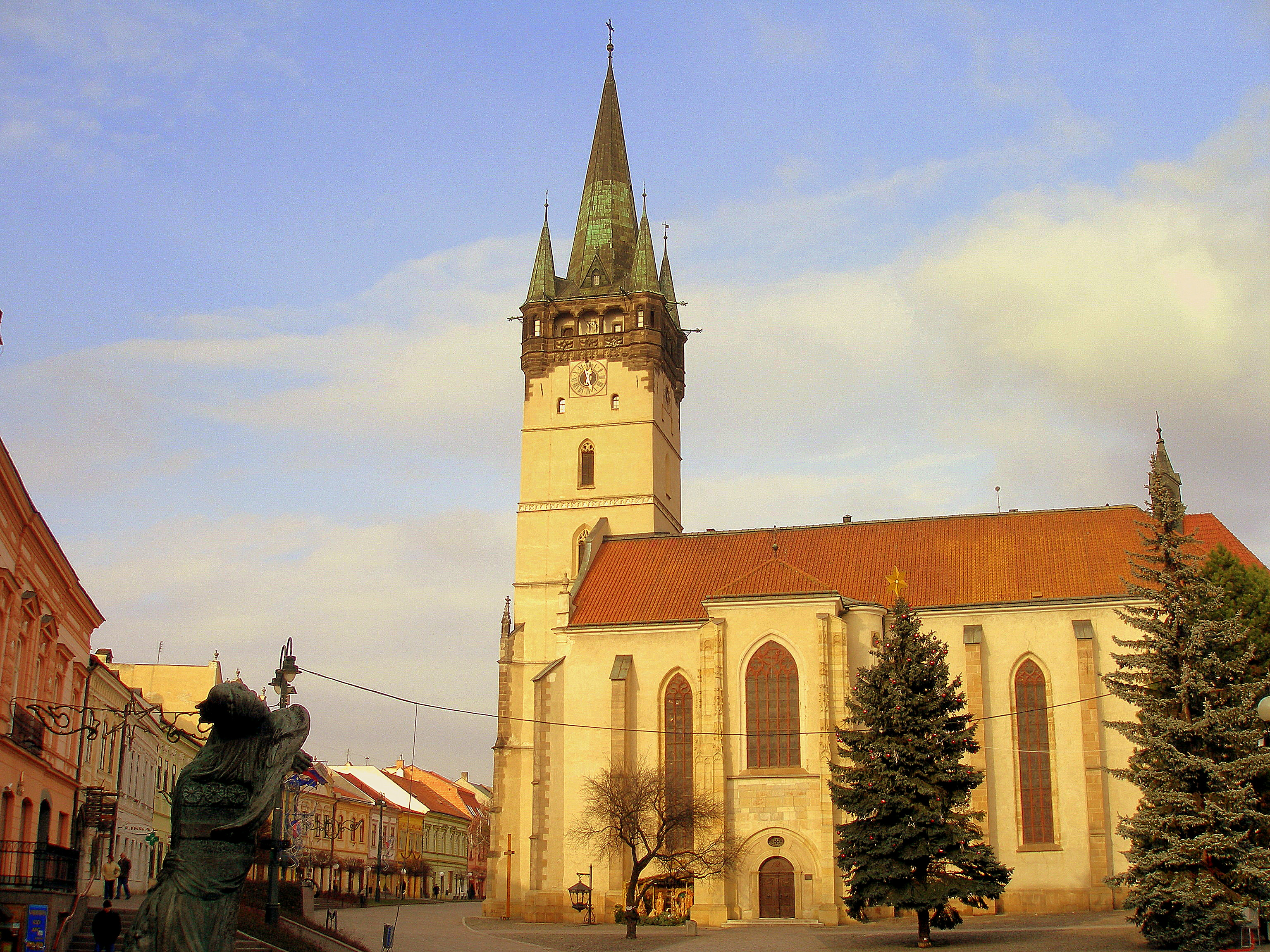
كاتدرائية القديس نيقولا في سلوفاكيا بعد الترميم القوطي المتأخر (1502-1515)

في القرن السادس عشر، احتلت البروتستانتية صدارةً دينيةُ وأحدثت تغييرًا هامًا في العالم المسيحي.

## الإصلاح البروتستانتي
مكّن عصر النهضة العلماء من قراءة النصوص المقدسة بلغاتهم الأصلية، مما حفز الإصلاح البروتستانتي بجزء منه. بدأ مارتن لوثر، أستاذ الكتاب المقدس بجامعة فيتنبرغ، شرح فكرته القائلة بأن الخلاص هو هبة من نعم الله، ولا يمكن الحصول عليها إلا من خلال الإيمان بيسوع، الذي دفع ثمن الخطيئة بخشوع. إلى جانب عقيدة التبرير، عزز الإصلاح نظرةً أسمى للكتاب المقدس. فكما قال مارتن لوثر، «القاعدة الحقيقية كالتالي: إن كلمة الله هي التي تفرض معتقدات الإيمان، ولا يمكن لأي شخص آخر، ولا حتى الملائكة، فعل ذلك». عززت هاتان الفكرتان بدورهما مفهوم كهنوت جميع كل المؤمنين. كان من بين المصلحين البارزين الآخرين: جان كالفن وهولدريخ زوينكلي وفيليب ملانكتون ومارتن بوسر والأنابابتستيين (القائلون بتجديد العماد).
تميز هؤلاء المصلحون عن المصلحين السابقين في اعتبارهم أن أصل الفساد عقائدي (وليس مجرد مسألة ضعف أخلاقي أو فقدان للانضباط الكنسي)، وبالتالي هدفوا إلى تغيير العقائد المعاصرة لتتوافق مع ما كانوا يرون أنه «الإنجيل الحقيقي». كلمة بروتستانت مشتقة من الكلمة اللاتينية بروتستاتيو بمعنى الإشهار الذي يشير إلى خطابٍ احتج من خلاله نبلاء لوثريون على قرار اجتماع شباير في عام 1529، الذي أعاد تأكيد مرسوم اجتماع فورمز ضد الإصلاح. منذ ذلك الوقت، استُخدم المصطلح بعدة معان مختلفة، ولكنه دل في الغالب على مصطلح عام يشير إلى المسيحية الغربية التي لا تخضع للسلطة البابوية. لم يُستخدم مصطلح «البروتستانت» في الأصل من قِبل قادة عصر الإصلاح: إذ أنهم أطلقوا على أنفسهم اسم «إنجيليين»، مؤكدين بذلك على «العودة إلى الإنجيل الحقيقي».
يمكن تحديد بداية الإصلاح البروتستانتي عمومًا مع مارتن لوثر ونشره الرسائل الخمس والتسعين بعد تعليقها على جدار كنيسة القلعة في فيتنبرغ بألمانيا عام 1517. كانت الاحتجاجات الأولية على أشكالٍ من الفساد تمثلت بالسيمونية والشواغر الأسقفية وبيع صكوك الغفران. كانت التعاليم الثلاثة الأكثر أهمية التي ظهرت مباشرة من الإصلاح البروتستانتي: اللوثرية والإصلاحية (الكالفينية والمشيخية وغيرها) والأنجليكانية، ولو أن المجموعة الأخيرة تُعرف بأنها «إصلاحية» و«كاثوليكية»، وترفض بعض المجموعات الفرعية تصنيفها «ببروتستانتية».
يمكن تقسيم الإصلاح البروتستانتي إلى حركتين منفصلتين ولكنهما متزامنتان في الأساس، الإصلاح القضائي والإصلاح الراديكالي. تضمن الإصلاح القضائي تحالف بعض المعلمين اللاهوتيين مثل لوثر وزوينكلي وكالفن وكرانمر، مع قضاة علمانيين تعاونوا على إصلاح العالم المسيحي. غالبًا ما استخدم المصلحون الراديكاليون، إلى جانب تشكيل مجتمعات خارج مباركة الدولة، تغييرًا عقائديًا أكثر تطرفًا، مثل رفض مبادئ مجمعي نيقية وخلقيدونية. غالبًا ما كان الانقسام بين الإصلاحيين القضائيين والراديكاليين عنيفًا أو أكثر عنفًا من العداوات الكاثوليكية والبروتستانتية العامة.
انتشر الإصلاح البروتستانتي بالكامل تقريبًا داخل حدود شمال أوروبا ولكنه لم يترسخ في مناطق شمالية معينة مثل أيرلندا وأجزاء من ألمانيا. يُعرف رد الفعل الكاثوليكي على الإصلاح البروتستانتي باسم الإصلاح المضاد الذي أدى إلى إعادة تأكيد المذاهب التقليدية وظهور أنظمة دينية جديدة تهدف إلى الإصلاح الأخلاقي والنشاط التبشيري الجديد. أعاد الإصلاح المضاد تحويل نحو 33% من سكان شمال أوروبا إلى الكاثوليكية وبدأت بعثات تبشيرية في أمريكا الجنوبية والوسطى وإفريقيا وآسيا وحتى الصين واليابان. حدث التوسع البروتستانتي خارج أوروبا على نطاق أصغر من خلال استعمار أمريكا الشمالية ومناطق من إفريقيا.

### مارتن لوثر واللوثريون
بدأت الاحتجاجات ضد روما بشكل جدي في عام 1517 عندما دعا راهبٌ أوغسطيني يدعى مارتن لوثر، إلى إعادة فتح النقاش حول بيع صكوك الغفران. كانت معارضة لوثر بمثابة اندلاع مفاجئ لقوة جديدة لا تقاوم من السخط، أُجبرت على العمل سرًا لكنها لم تنحل. حدث الانتشار السريع لمشاعر السخط بفضل آلة الطباعة والحركة الحثيثة التي نجمت عن كل من الأفكار والوثائق، بما في ذلك الرسائل الخمس والتسعون. نُشرت المعلومات أيضًا على نطاق واسع بشكل مخطوطات، وكذلك عن طريق المطبوعات الرخيصة والقصاصات الخشبية بين القطاعات الأكثر فقرًا في المجتمع.
بالتوازي مع الأحداث في ألمانيا، بدأت حركة أخرى في سويسرا بقيادة أولريخ زوينكلي. سرعان ما اتفقت هاتان الحركتان على معظم القضايا، لكن بعض الخلافات التي لم تسو أبقتهما منفصلتين. يعتقد بعض أتباع زوينكلي أن الإصلاح كان محافظًا للغاية واتجه بشكل مستقل نحو مواقف أكثر راديكالية، بعضها باق بين الأنابابتستيين في العصر الحديث. نشأت حركات بروتستانتية أخرى على أسس من التصوف أو الإنسانية، انفصلت بين حينٍ وآخر عن روما أو عن البروتستانت أو تشكلت خارج الكنائس.
بعد هذه المرحلة الأولية من الإصلاح، على إثر حرمان لوثر الكنسي وإدانة البابا للإصلاح، كان لأعمال وكتابات جون كالفن الأثر في تشكيل إجماع فضفاض بين المجموعات المختلفة في سويسرا واسكتلندا والمجر وألمانيا وأماكن أخرى.
عندما بدأ لوثر في إعداد علم اللاهوت الخاص به، دخل تدريجيًا في صراع مع فقهاء التوماوية، وعلى الأخص الكاردينال كاييتان. سرعان ما بدأ لوثر في تطوير نظريته اللاهوتية عن التبرير، أو المسيرة التي من خلالها «يوضع المرء على طريق الصلاح» (يصبح بارًا) في نظر الله. في اللاهوت الكاثوليكي، يصبح المرء بارًا من خلال التشريب التدريجي للنعمة التي تُقبل بالإيمان وتساندها الأعمال الصالحة. اختلفت عقيدة التبرير اللوثرية عن اللاهوت الكاثوليكي في أن التبرير هو «إشهار بر المرء»، إذ يضع الله مزايا المسيح على من بقي دون ميزة متأصلة. في هذه العملية، تُعتبر الأعمال الصالحة نتيجة ثانوية غير ضرورية ولا تساهم بأي شيء في حالة البر الخاصة بالفرد. أدى الصراع بين لوثر وكبار اللاهوتيين إلى رفضه التدريجي للسلطة الكنسية الهرمية. في عام 1520، أدانه المرسوم البابوي إكسورج دوميني بتهمة الهرطقة، الذي أحرقه في فيتنبرغ إلى جانب كتب القانون الكنسي.
أدى رفض لوثر التراجع عن كتاباته في مواجهة الإمبراطور الروماني المقدس تشارلز الخامس في اجتماع فورمز عام 1521 إلى حرمانه الكنسي من قِبل البابا ليو العاشر وإعلانه خارجًا عن القانون. تيسر الحصول على النصوص المقدسة بفضل ترجمته للكتاب المقدس إلى لغة العامة، مما أحدث تأثيرًا هائلًا على الكنيسة وعلى الثقافة الألمانية. شجعت ترجمته إعداد نسخة معيارية من اللغة الألمانية، وأضافت عدة مبادئ إلى فن الترجمة، وأثرت على ترجمة الكتاب المقدس للملك جيمس. ألهمت تراتيله تطوير الغناء الجماعي ضمن المسيحية. وضع زواجه من كاترينا فون بورا نموذجًا لممارسة زواج رجال الدين داخل البروتستانتية.
يُعتقد عمومًا أن أفكار لوثر كانت ركيزة أساسية للحركة البروتستانتية. مع ذلك، تعتبر العلاقة بين اللوثرية والتقليد البروتستانتي غامضة: إذ يعتبر بعض اللوثريون أن اللوثرية خارجة عن التقليد البروتستانتي، في حين يرى البعض أنها جزء منه.